# Oglasa pomona
Oglasa pomona là một loài bướm đêm trong họ Noctuidae.